# Jules Trousset
Jules Trousset (Angulema, Charente, 28 d'agost de 1842 - 1905) va ser un enciclopedista, historiador i geògraf francès.

## Biografia
Encara que fou un home molt conegut a la seva època, molt poc ha sortit a la llum sobre la vida de Jules Trousset, tocant diferents sectors del coneixement, des de enciclopedista, historiador, geògraf, professor a director editorial. Autor d'obres populars, com l'«Atlas national» i la «Encyclopédie d'économie domestique», tots dos premiats per diverses societats científiques. També va escriure pel «Journal des Voyages» Home compromès políticament, va fundar «Le Réveil Républicain». Òrgan dels comitès republicans del cantó de Sceaux i Villejuif i va ser alcalde de Malakoff des de 1896 fins a 1899.

## Obres
Una de les seves obres més famosos va ser la «Nouveau dictionnaire encyclopédique universel illustré» o «Répertoire donis connaissances humaines», més conegut com a «Le Trousset» en honor del seu cognom i publicat a París entre 1885 i 1891, amb més de 3000 gravats. Aquest treball, que va retre homenatge a Pierre Larousse, amb qui també va col·laborar, i on va tractar de concentrar tot el coneixement. Trousset va ampliar la seva empresa amb centenars de corresponsals estrangers, venent el llibre via subscripció perquè els compradors paguessin per rebre tots els volums.
- 1899, « Les Merveilles de l'Exposition de 1900 »
- 1896, « Nouvelle histoire de France illustrée » (9 toms)
- 1895, « Voyage en Dauphiné, Savoie et Suisse » (accés públic a Gallica: vol. 1)
- 1892 -1893, « Histoire nationale de la marine » (3 toms)
- 1891, «Encyclopédie d'économie domestique»
- 1889, « Histoire d'un siècle [1789-1889] »
- 1881, « Histoire illustrée des pirates, corsaires, flibustiers, boucaniers, forbans, négriers et écumeurs de mer dans tous les temps et dans tous les pays » (accés públic Gallica: vol. 1)
- 1880, « Histoire nationale de la marine et des marins français depuis Jean-Bart jusqu'à nos jours » (accés públic Gallica: vol. 1)
- 1880, « Histoire illustrée des grands naufrages, incendies en mer, collisions, famines, massacres de marins, révoltes d'équipage »
- 1877, « Atlas national » juntament amb F. de La Brugère.
- 1877, « Guide illustré de l'amateur de pigeons, acclimatation et éducation »
- 1875, « Guide illustré du faisandier, notice sur l'acclimatation et l'éducation des oiseaux de chasse et de luxe » (accés públic Gallica: vol. 1)
- 1875 « Un million de recettes d'économie domesqtique» (accés públic Gallica: vol. 1)
- 1872-1874, « Géographie nationale et de des colonies»